# 오버코헨

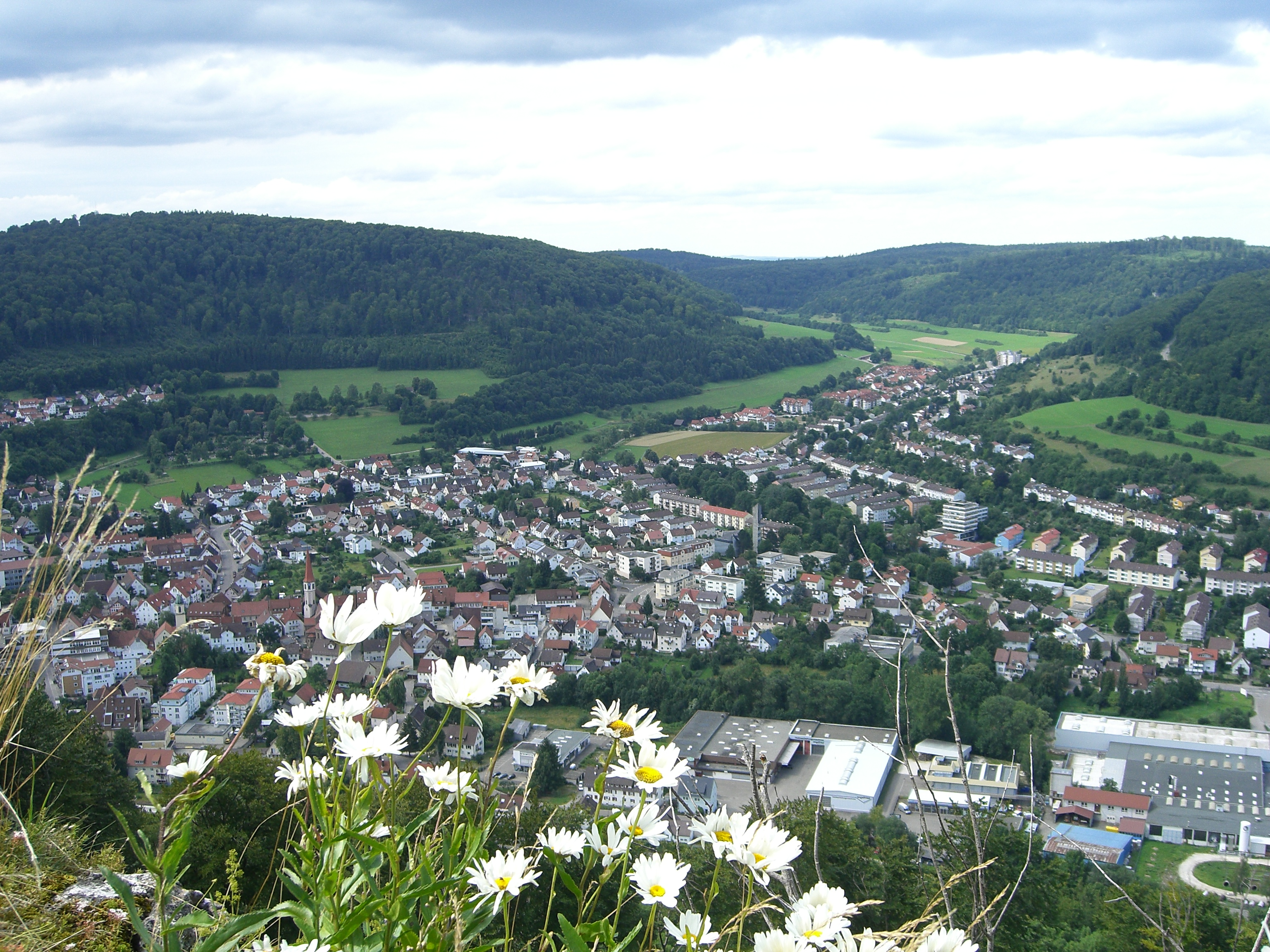
오버코헨 시가지

오버코헨(독일어: Oberkochen)은 독일 바덴뷔르템베르크주에 위치한 도시로 면적은 23.57 km2, 높이는 496m, 인구는 7,761명(2015년 12월 31일 기준), 인구 밀도는 330명/km2이다. 행정 구역상으로는 슈투트가르트 현에 속한다.
네카어강의 지류인 코허강 연안과 접한다. 1337년에 작성된 문헌에 처음 등장했으며 1968년에 시로 승격되었다. 1946년 예나에서 이전한 칼자이스 공장이 위치한 곳이기도 하다.

시 문장